# Benedetto Servolini
Pour les articles homonymes, voir Servolini.
Benedetto Servolini, né le 25 février 1805 à Florence et mort en 1879, est un peintre italien, principalement de sujets historiques.

## Biographie
En 1822, une esquisse aquarellée remporte un prix mineur de l'Académie des Beaux-Arts de Florence. Stefano Bardini et Silvestro Lega sont des élèves de Servolini. Servolini a enseigné à l'Académie de Florence. Parmi ses œuvres, on peut citer:
- Marie Stuart
- La (ceinture d') Hippolyte et Deianira
- Buondelmonte Buondelmonti
- Mort de Filippo Strozzi (1833, aujourd'hui à l' Académie de Florence ).